# 울산 해전
울산 해전(일본어: 蔚山沖海戦) 또는 대한해협 해전(러시아어: Бой в Корейском проливе 보이 브 코레이스콤 프롤리베[*])은 1904년 8월 14일 러일 전쟁에서 일본 제국 해군과 러시아 제국 해군 사이에 조선 울산 앞바다에서 벌어진 해전이다. 이 해전은 황해 해전이 벌어진 4일 이후에 도주한 러시아 함정을 추격하며 일어난 교전이다.

## 배경
블라디보스토크를 모항으로 하는 러시아 제국 블라디보스토크 순양함대의 장갑순양함 ‘그로모보이’, ‘류리크’(이하 블라디보스토크 함대)는 뤼순의 주력 함대와는 다른 행동을 취하며 러일 전쟁 개전 후 활발한 통상파괴전을 반복했다. 일본군은 주력 함대의 유격부대에 가미무라 히코노조 중장을 사령관으로 하는 제2함대 (장갑순양함 ‘야쿠모’, ‘아사마’는 제1함대에 임시 편입)를 파견하여 블라디보스토크 함대를 수색했지만, 포착하지 못했다.
6월 15일에 육군 병사를 수송 중인 ‘히타치마루’(常陸丸), ‘이즈미마루’(和泉丸)가 격침되고, ‘사도마루’(佐渡丸)가 대파되고, 스치겐지로 중령 이하의 근위 후비 보병 제1연대 등의 병력 천여 명이 전사한 사건이 발생한다. (히타치마루 사건). 또한 7월에는 블라디보스토크 함대가 도쿄 만 연안에 출현했다.
이 통상파괴전은 일본 제국 의회에서도 문제가 되어, 히코노조가 ‘짙은 안개’(濃霧) 때문에 블라디보스토크 함대를 놓쳤다고 도쿄 대본영에 보고했는데, 한 의원은 ‘농무(濃霧), 농무하시는데, 농무를 거꾸로 읽으면 무능’이라고 야유했다. 민중은 분노하며 가미무라의 집에 돌을 던졌고, 히코노조를 ‘로탐’(露探 = 러시아 스파이)이라고 부르며 비꼬았다.
8월 10일, 뤼순 함대가 일본 제국의 포위망을 뚫고 블라디보스토크으로 탈출하기 위해 출격을 했다. 그 정보는 뤼순에서 즈푸(현재의 옌타이 시)를 향한 구축함 레시체리누이에 의해 전해졌고, 11일 저녁에 그 정보가 도착한 블라디보스토크에서 카를 에센 소장이 마중을 나가기 위해 출격 명령을 받았다. 에센은 다음날 러시아 제국 해군의 장갑순양함 ‘그로모보이’, ‘류리크’ 등을 이끌고 출격하여 조선 해협으로 향했다. 그러나 이미 뤼순 함대는 ‘황해 해전’에서 패배한 이후였다. 출격 1시간 30분 이후 뤼순 함대의 탈출은 실패했고, 따라서 출격할 필요는 없다는 소식을 전달하려 수뢰정이 에센의 함대를 쫓아갔지만 따라잡을 수 없었다. 블라디보스토크 함대는 야간에는 단종진으로, 낮에는 북상해 오는 뤼순 함대가 자신들을 발견하기 쉽도록 3 ~ 5마일 정도 간격을 둔 단횡진으로 항해했다. 에센은 뤼순 함대와 만나지 못해도 부산 아래로 남하하지 말라는 명령을 받고 있었다.
한편, 일본 측에서 ‘황해 해전’ 이후 자오저우 만에 들어가 그 때 행방을 알 수 없게 된 러시아 순양함 ‘노비크’가 쓰시마 해협을 통과할 가능성이 있다고 보고, 그에 따라 블라디보스토크 함대가 남하 할 것에 대비해 제2전대가 서쪽 물길을, 제4전대가 동쪽 물길을 경계하고 있었다.。

## 해전

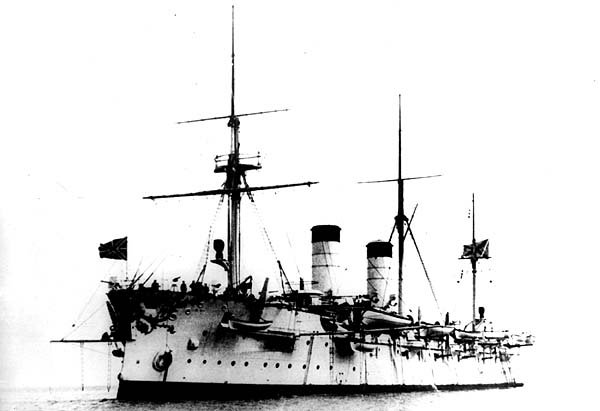
류리크

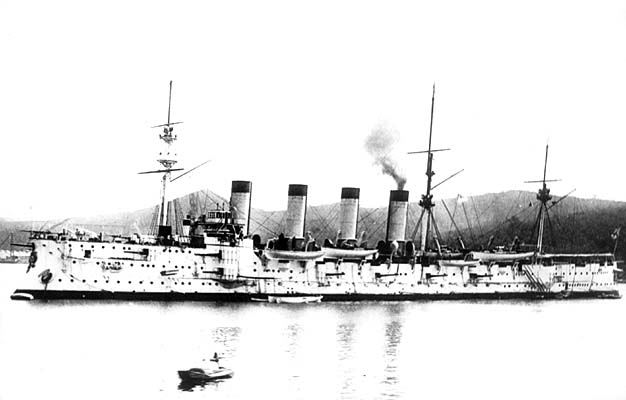
그로모보이

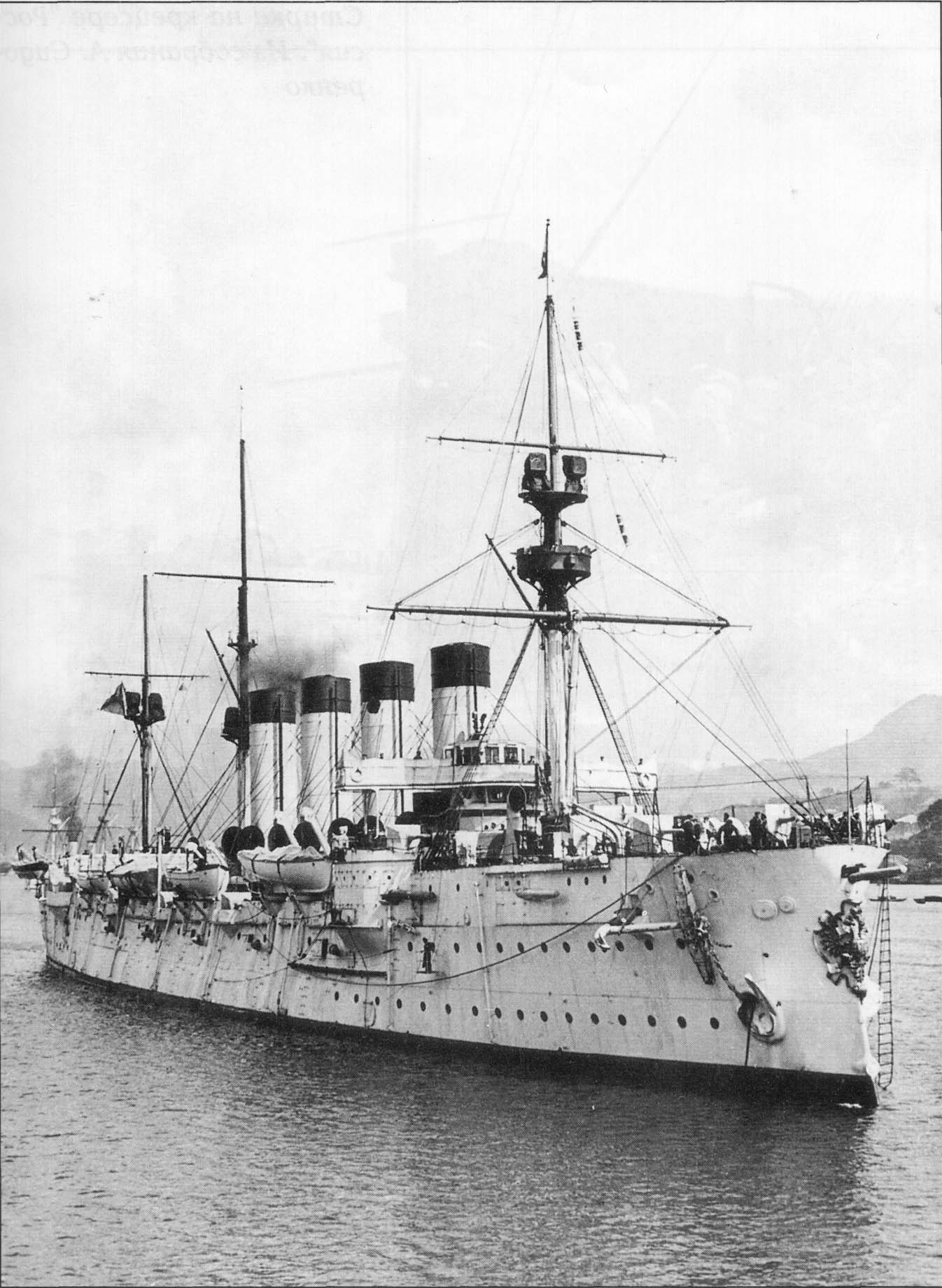
로시야

8월 14일 오전 4시 25분 울산 남부를 남하 중이던 히코노조가 이끄는 장갑순양함 ‘이즈모’, ‘아즈마’, ‘도키와’, ‘이와테’로 이루어진 제2전대는 좌현 전방에 등불을 발견하고, 4시 50분에 그것이 블라디보스토크 함대임을 확인했다. 한편, 블라디보스토크 함대도 4시 30분에 북쪽으로 일본 함대를 발견했다. 블라디보스토크 함대는 남쪽을 향해 도주를 시도했지만, 적 발견 소식을 보고받고, 남쪽에서 북상해 오는 있는 ‘나니와’를 발견하고 일전이 불가피함을 알고 북북서로 배를 돌렸다. 그들의 반응에 대응하여 제2전대도 동쪽으로 변침했다.
양 함대의 거리가 좁혀지자, 5시 23분에 거리 8400m에서 포격이 시작되었다. 포격을 주고 받으며, 모두 피해를 입었지만 5시 36분 블라디보스토크 함대가 오른쪽으로 변침하면서 맨 후미의 류리크는 집중 포화를 받았고, 늦은 함장 예브게니 알렉세예프 대령이 전사했다. 6시 그로모보이와 로시야는 16시 방향으로 뱃머리를 돌려 류리크와 함께 북서쪽으로 향했다. 따라서 제2전대도 북서쪽으로 약간 서쪽으로 변침하여 전투를 계속했다. 6시 30분 류리크는 피해를 만회할 수 없는 상태에 빠졌다. 이후 ‘그로모보이’와 ‘로시야’는 ‘류리크’를 엄호하려고 일본 제2전대와의 교전을 계속했다. 그러나 ‘로시야’의 피해만 더 커졌고, ‘류리크’도 피해를 떨칠 수 없는 상태가 되었기 때문에 7시 54분 (45분) 경에 ‘그로모보이’와 ‘로시야’는 북쪽으로 도주했다. 8시 8분경, 그로모보이와 로시야는 다시 제2전대와 교전을 벌였다. 이 전투에서 류리크가 발사한 포탄이 ‘이와테’에 명중하여 이와테에서 75명의 사상자를 내게 했지만, 에센은 류리크 구원을 포기하고 8시 22분에는 다시 북쪽으로 향했다. 이때 제4전대 나니와, 다카치호가 접근해 오고 있었지만, 에센 소장은 제2전대를 나머지 두 함으로 끌어들이면 손상된 ‘류리크’도 방호순양함 두 척을 물리치고 귀환할 수 있을 것이라는 기대를 했다.
히코노조는 제4전대에 류리크를 맡겨두고 그로모보이과 로시야를 추격했지만, 이즈모의 탄약이 부족하다는 보고를 받았기 때문에 10시 4분에 추격을 중단했다. 이때, 지나친 소음으로 옆 사람과도 이야기를 할 수 없었기 때문에, 히코노조에게 탄약 부족을 전달한 참모가 칠판에 ‘우리에게 남은 탄환이 없음’이라고 써서 전달했다. 그것을 본 히코노조는 억울함 때문인지, 칠판을 참모로부터 빼앗아 바닥에 던지고 그것을 여러 번 짓밟았다. 그러나 이즈모의 탄약은 탄약고가 적어서 대부분은 탄약 통로에 있었다는 말도 있었다. 제2전대의 추격이 중지되자 그로모보이과 로시야는 이틀 후 블라디보스토크으로 귀환했다. 에센의 보고에 의하면 두 함선의 인적 피해는 전사 140명, 부상 319명이었는데, 반면 제2전대의 피해는 전사 45명, 부상 55명이었다.
우류 소장이 이끄는 나니와와 다카치호는 8시 42분에 류리크에 포격을 시작했다. 류리크는 어뢰를 발사하고 충각 공격을 시도하는 등 저항을 계속했지만, 10시경에는 침묵했고, 지휘를 했던 콘스탄틴 이바노프 대위는 자침을 명령하고 류리크는 침몰했다. 류리크의 침몰 후 일본 측은 구조 작업을 실행하여 626명을 구출했다.

## 영향

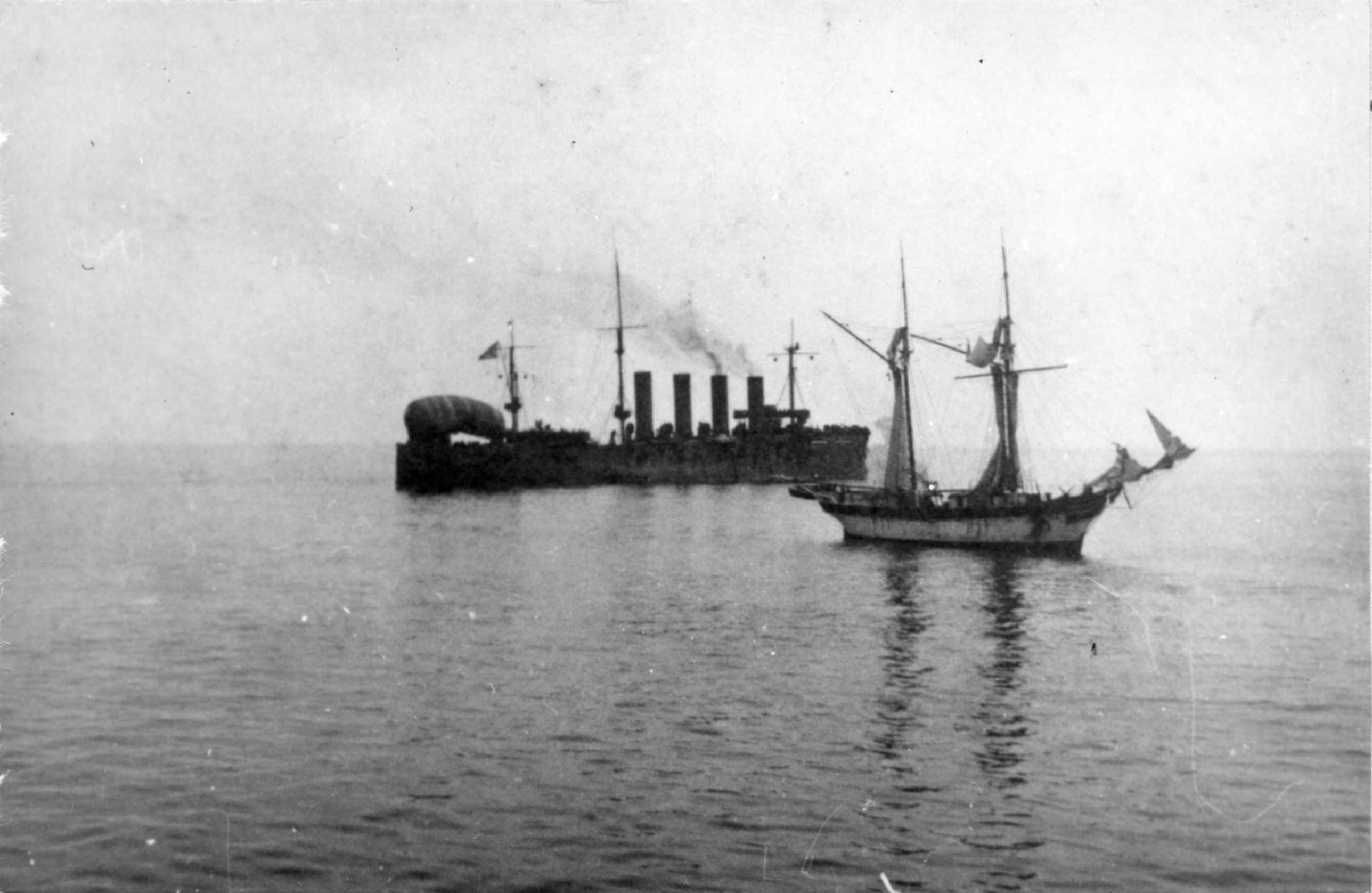
1905년 4월 26일 촬영된 장갑순양함 로시야와 일본의 아이야마루

블라디보스토크으로 귀환한 두 척은 선체 자체에 큰 피해는 없었지만, 일본군의 포격으로 갑판이 뚫려 파공으로 인한 수리는 물자와 노동력 부족으로 지지 부진했다. 해를 넘겨 1905년에 수리를 마친 두 척은 1905년 4월 25일에 일본 열도 근해에 군사 임무를 띠고 출발했다. 그러나 ‘그르모보이’는 5월 11일에 어뢰를 맞고 다시 수리를 받게 되었다. 이것이 대국에 영향을 준 것은 아니었지만, 이로 인해 일본군은 동해의 제해권을 확보하는 데 성공했다고 볼 수 있다. 또한 블라디보스토크 함대에 소속으로 태평양에서 별도의 행동을 취한 보조순양함 ‘레나’는 황해 해전, 울산 해전 등의 소식을 듣고 태평양을 건너 샌프란시스코까지 도주하다가 억류되었다.
히코노조는 ‘배를 탄 장군’이라는 호칭을 들을 정도의 맹장이었지만, 대파되어 침몰하면서도 여전히 포격을 멈추지 않는 러시아 순양함 ‘류리크’를 보고 “적이지만, 훌륭하다”라고 극찬하면서, 퇴함한 승무원의 구조와 보호를 명령했다.

## 전투 대치

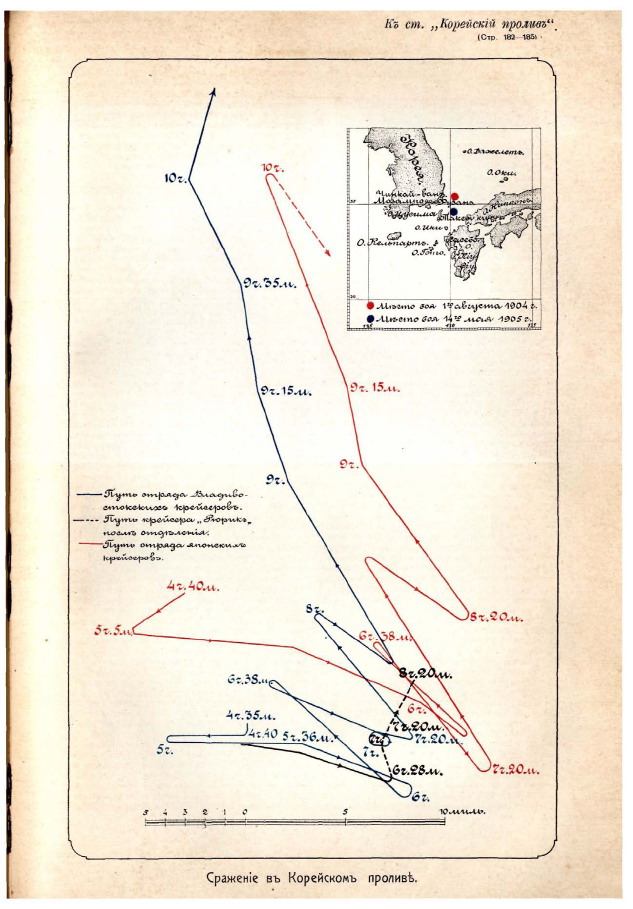
러시아 측의 대치도

두 나라의 전선 배치는 순서대로 다음과 같았다.

### 러시아 제국
블라디보스토크 순양함 - 카를 에센 소장 :
- 장갑순양함 :
  - 로시야 (Rossia, 기함) : 대파, 48명 전사, 165명 부상
  - 그로모보이 (Gromoboi) : 대파, 91명 전사, 182명 부상
  - 류리크 (Rurik) : 침몰, 204명 전사, 305명 부상

### 일본 제국
제2함대 부제독 가미무라 히코노조
- 제2전대 : 장갑순양함
  - 이즈모 (出雲, 기함)
  - 아즈마 (吾妻)
  - 도키와 (常盤)
  - 이와테 (磐手)
- 제4전대 : 방호순양함
  - 나니와 (浪速)
  - 다카치호 (高千穂)

## 참고 문헌
- 真鍋重忠,『日露旅順海戦史』,吉川弘文館, 1985년 ISBN 4-642-07251-9
- 外山三郎,『日露海戦新史』,東京出版, 1987년 ISBN 4-924644-29-3
- 피터 브룩, Armoured Cruiser versus Armoured Cruiser, 울산, 1904년 8월 14일, in Warship 2000-2001, Conway's Maritime Press, ISBN 0-85177-791-0
- 코우너, 로템 (2006). 《Historical Dictionary of the Russo-Japanese War》. ISBN 0-8108-4927-5: The Scarecrow Press. |location=에 templatestyles stripmarker가 있음(위치 1) (도움말)
- 웨스트우드, J.N. (1986). 《Russia Against Japan, 1904-1905: A New Look at the Russo-Japanese War》. ISBN 0-88706-191-5: 뉴욕 주립 대학교 Press. |location=에 templatestyles stripmarker가 있음(위치 1) (도움말)
- Warner, Denis and Peggy (1974). The Tide at Sunrise: A History of the Russo-Japanese War', 1904-1905. New York.
- Мельников Р. М. «Рюрик» был первым. — Л.: Судостроение, 1989. (Melnikov R. M. The Rurik was first, Leningrad, Sudostroenie Publishing Company, 1989)